# Emilio de Alvear
Emilio Marcelo de Alvear (Río de Janeiro, octubre de 1817 - Buenos Aires, abril de 1885) fue un abogado y político argentino, ministro de Relaciones Exteriores de su país durante la presidencia de Santiago Derqui.

## Biografía
Hijo mayor del ex director supremo, general Carlos María de Alvear, nació durante el exilio de su padre en Brasil. Era hermano de Torcuato de Alvear.
Estudió en la ciudad de Buenos Aires, donde ingresó en la carrera de derecho. Cuando su padre fue enviado a Estados Unidos como embajador, lo acompañó como secretario y completó allí sus estudios de derecho. Regresó algo después de la batalla de Caseros y se dedicó al periodismo en la capital.
Fue elegido diputado al congreso de la Confederación Argentina en 1857. En marzo de 1860, al asumir como presidente, Santiago Derqui lo nombró su ministro de Relaciones Exteriores. Junto con el embajador Juan Bautista Alberdi, fueron los gestores de un tratado con España, por el cual ese país finalmente reconocía la Declaración de independencia de la Argentina, a cambio de que los hijos de españoles nacidos en la Argentina fueran considerados ciudadanos españoles; fue un grave error diplomático, que sería subsanado poco después, al ser denunciado ese tratado por el siguiente gobierno argentino.
No tuvo ningún papel en las relaciones con el rebelde Estado de Buenos Aires, ya que esta se había reincorporado formalmente al país. Cuando el presidente Derqui pretendió aliarse al gobierno porteño, lo reemplazó como canciller por el porteño Francisco Pico. Poco después fue elegido nuevamente diputado nacional, hasta que su mandato terminó con la caída de la Confederación a fines de 1861.
Instalado definitivamente en Buenos Aires, se dedicó al periodismo y al ejercicio de la abogacía, siendo un destacado abogado de empresas británicas. A principios de la década de 1870 se destacó por propugnar una política proteccionista y el desarrollo de la industria local. No tuvo el éxito que esperaba en su prédica, por lo que se unió al partido liberal de Bartolomé Mitre. Simultáneamente aparecía una generación de dirigentes jóvenes del autonomismo, que extendieron sus ideas proteccionistas e industrialistas – entre los que destacaron Leandro N. Alem y Aristóbulo del Valle – que tampoco lograron éxito alguna a largo plazo.
Fue miembro de la municipalidad de Buenos Aires en 1878, y poco después senador provincial. En 1882 fue elegido diputado nacional y apoyó la actividad de los líderes católicos – Pedro Goyena, José Manuel Estrada, Tristán Achával Rodríguez y otros – contra la ley de educación común.
Falleció en Buenos Aires en 1885.